# Thesium sedifolium
Thesium sedifolium är en sandelträdsväxtart som beskrevs av A. Dc. och Margaret Rutherford Bryan Levyns. Thesium sedifolium ingår i släktet spindelörter, och familjen sandelträdsväxter. Inga underarter finns listade i Catalogue of Life.